# Amasing
L'estratovolcà Amasing (en indonesi: Bukit Amasing) és el més gran d'un grup de tres petits volcans andesítics situats al llarg d'una línia nord-oest-sud-est al centre de l'illa de Bacan, a l'oest de l'extrem sud de Halmahera, Indonèsia. El seu cim s'eleva fins als 1.006 msnm. Es desconeix quan va tenir lloc la seva última erupció.